# Empatia (canção)
"Empatia" é uma canção da cantora brasileira Priscilla Alcantara, lançada em 8 de novembro de 2018 pela Sony Music Brasil. A canção é o quinto single do novo álbum da cantora, intitulado Gente (2018).

## Composição
A música "Empatia" é mais sobre conscientização do que justificação. Para Priscilla Alcantara, todas as canções deste álbum teriam potencial para serem trabalhadas como single, mas "Empatia" foi escolhida por conta do ano turbulento que foi 2018. Uma das pautas que Priscilla sempre via as pessoas comentando era a falta da empatia. Ela diz que a falta de empatia não está só nesse caso. Está 24 horas, o tempo todo, com todo mundo. Por exemplo, quando você esbarra em alguém na rua e fica com raiva daquela pessoa porque ela não te viu é falta de empatia. Neste álbum, nenhuma das canções é uma justificação. É conscientização, principalmente "Empatia", o lead single do álbum.

## Videoclipe
Em uma entrevista ao site Popline, Priscilla Alcantara declarara que a gravação do videoclipe de Empatia aconteceria em 20 de novembro de 2018. "'Essa música vai ganhar clipe?': Vai. Muito em breve. Daqui a algumas semanas, vamos estar lançando. Na verdade, a gente tem um projeto de mais quatro ou cinco clipes. A gente viu que todas as músicas do álbum estão tendo boa aceitação. Elas têm um grande apelo com o público, então a gente pretende explorar mais isso, até porque cada música carrega uma história muito intensa, sabe? Espero ter a oportunidade de contar mais a fundo."
No dia 8 de janeiro de 2019, a cantora lançara em seus redes sociais um teaser do videoclipe e anunciara a data de lançamento para 15 de janeiro de 2019, batendo 1 milhão de visualizações em menos de 48 horas.

## Lista de faixas
| Streaming e download digital |                      |                     |         |  |
| N.º                          | Título               | Compositor(es)      | Duração |  |
| 1.                           | "Empatia"            | Priscilla Alcantara | 3:41    |  |
| 2.                           | "Empatia (acústico)" | Alcantara           | 3:59    |  |

## Créditos
- Priscilla Alcantara - Composição e vocal